# Turnišće Klanječko
Turnišće Klanječko is een plaats in de gemeente Veliko Trgovišće in de Kroatische provincie Krapina-Zagorje. De plaats telt 66 inwoners (2001).